# بویشگر
بویشگر به برنامه‌ای رایانه‌ای یا قطعه‌ای سخت‌افزاری گفته می‌شود که می‌تواند به رهگیری و ضبط جریان اطلاعات در یک شبکه یا بخشی از یک شبکهٔ رایانه‌ای بپردازد. بویشگر جریان بسته‌هایی که در سطح شبکه در حال تبادل هستند را زیر نظر می‌گیرد و در صورت نیاز، اطلاعات خام بسته‌ها را کدگشایی می‌کند و اطلاعات بخش‌های مختلف بسته را نمایان می‌سازد و آن‌ها را مطابق آراف‌سی مربوط به خودش، یا دیگر مشخصات طراحی، تحلیل می‌کند.

## قابلیت‌ها
روی شبکه‌های Broadcast سیمی، وابسته به ساختار شبکه(هاب یا سوییچ) یک نفر می‌تواند ترافیک روی همه یا فقط قسمت‌هایی از شبکه را از طریق یک ماشین در شبکه بگیرد(capture). اگرچه روش‌هایی وجود دارد که سوییچ‌ها از دستیابی به ترافیک شبکه از طریق سیستم‌های دیگر جلوگیری می‌کنند. برای مانیتور کردن شبکه(network monitoring) ممکن است مانیتور کردن همه بسته‌های داده در یک LAN با استفاده از یک سوییچ شبکه که مانیتور کردن پورت(monitoring port) نامیده می‌شود مناسب باشد. هدف از مانیتور کردن پورت انعکاس همه بسته‌های در حال عبور از همه پورت‌های سوییچ در مواقعی است که سیستم‌ها (کامپیوترها) به یک پورت سوییچ متصل هستند.
برای این منظور یک network tap نسبت به استفاده از مانیتور کردن پورت مناسب تر است. چون tapها احتمالاً کم‌تر بسته‌ها را در طول ترافیک بالا drop می‌کنند. روی LANهای بی‌سیم یک فرد می‌تواند ترافیک روی یک کانال خاص یا چند کانال را با استفاده از چند آداپتور بگیرد(capture). روی LANهای broadcast سیمی و LANهای بی‌سیم به منظور capture کردن ترافیک، ترافیک تک پخشی(unicast) به ماشینی که در حال اجرای نرم‌افزار اسنیفر است فرستاده می‌شود. ترافیک چندپخشی(multicast) به یک گروه چندپخشی که ماشینی از آن در حال شنود است فرستاده می‌شود. و برای ترافیک پخشی(broadcast) از آداپتور شبکه استفاده می‌شود که برای capture کردن ترافیک باید در مد promiscuous گذاشته شود که بعضی از اسنیفرها آن را پشتیبانی می‌کنند و بعضی‌ها هم پشتیبانی نمی‌کنند. روی LANهای بی‌سیم حتی اگر آداپتور در مد promiscuous هست، بسته‌ها نه برای مجموعه سرویس بلکه برای این که این آداپتور پیکربندی شود معمولاً نادیده گرفته خواهند شد. برای دیدن بسته‌های آن‌ها آداپتور باید در مد monitor باشد.
اطلاعات captureشده از نوع دیجیتال خام به فرمتی که برای انسان قابل خواندن باشد رمزگشایی می‌شوند تا کاربران آنالیزور پروتکل به آسانی اطلاعات مبادله شده را تجدید نظر کنند. آنالیزورهای پروتکل قابلیت‌های خود را تغییر می‌دهند تا داده را در چندین نما نشان دهند، به‌طور خودکار خطاها را تشخیص دهد، ریشه خطاها را تعیین کند، دیاگرام‌های زمانی را تولید کند جریان‌های داده TCP و UDP را دوباره ایجاد کند و غیره
بعضی از آنالیزورهای پروتکل همچنین می‌توانند ترافیک را تولید کنند و به عنوان وسیله مرجع عمل کنند. این‌ها می‌توانند به عنوان آزمایش‌کننده پروتکل عمل کنند. آزمایش‌کننده‌ها ترافیک صحیح پروتکل را برای آزمایش تولید می‌کنند و ممکن است همچنین این توانایی را داشته باشند که خطاهای آزمون را نشان دهند. آنالیزورهای پروتکل همچنین می‌توانند براساس سخت‌افزار باشند یا در فرمت probe یا به‌طور معمولی تر با یک آرایه دیسک ترکیب می‌شوند. این وسیله‌ها بسته‌ها را روی آرایه دیسک ضبط می‌کنند. این کار اجازه تحلیل بسته‌ها را می‌دهد بدون این که کاربران مجبور باشند هر خطایی را دوباره ایجاد کنند.

## موارد استفاده
- آنالیز مسائل شبکه
- تشخیص تصادم شبکه
- تشخیص سوء استفاده شبکه به وسیله کاربران داخلی و خارجی
- سند کردن حوادثی که در زمان‌های متوالی اتفاق می‌افتد(log) و ترافیک نقطه پایانی(endpoint)
- بدست آوردن اطلاعاتی دربارهٔ تأثیر یک تصادم شبکه
- مجزا کردن سیستم‌های راه اندازی شده
- نشان دادن میزان استفاده از پهنای باند WAN
- نشان دادن میزان استفاده شبکه
- نشان دادن داده در حال حرکت
- نشان دادن وضعیت WAN و امنیت نقطه پایانی
- جمع‌آوری کردن و گزارش دادن آمار شبکه
- فیلتر کردن محتوی مشکوک از ترافیک شبکه
- بکار رفتن به عنوان مبدأ داده اصلی برای مانیتور کردن روزانه شبکه و مدیریت شبکه
- جاسوسی کردن روی کاربران شبکه‌های دیگر و جمع‌آوری اطلاعات حساس مانند پسوردها
- از کار انداختن پروتکل‌های اختصاصی استفاده شده روی شبکه
- اشکال زدایی کردن ارتباطات کلاینت سرور
- اشکال زدایی پیاده‌سازی‌های پروتکل شبکه
- بازبینی کردن حرکت‌ها و تغییرات
- بازبینی کارایی سیستم کنترل داخلی

### بویشگرهای سرشناس
- قابیل و هابیل (نرم‌افزار)
- تی سی پی دامپ
- وایرشارک